# Liste der Monuments historiques in La Genevraye
Die Liste der Monuments historiques in La Genevraye führt die Monuments historiques in der französischen Gemeinde La Genevraye auf.

## Liste der Bauwerke
| Bezeichnung      | Beschreibung | Standort | Kennzeichnung | Schutzstatus | Datum | Bild           |
| ---------------- | ------------ | -------- | ------------- | ------------ | ----- | -------------- |
| Kirche St-Martin |              | (Lage)   | PA00087009    | Classé       | 1975  | weitere Bilder |

## Liste der Objekte
Zum Verständnis siehe: Kirchenausstattung
- Monuments historiques (Objekte) in La Genevraye in der Base Palissy des französischen Kultusministeriums